# 664 km (Kazachstan)
664 km (kaz. 664 км; ros. 664 км) – przystanek kolejowy w pobliżu miejscowości Russkaja Iwanowka, w rejonie Osakarow, w obwodzie karagandyjskim, w Kazachstanie. Położony jest na linii Astana – Szu, na trasie Nowego Jedwabnego Szlaku.